# 布拉班特殺手
布拉班特殺手（法語：Les Tueurs fous du Brabant），或稱為尼韦勒匪徒（荷蘭語：De Bende van Nijvel），是於1982年至1985年間在比利時布拉班特省發生的多起連續殺人案的主要疑兇。這些連續殺人案共造成28位平民死亡，40人受傷。該案成為比利時國內最惡名昭彰的懸案。
「布拉班特殺手」並不是一個人，事實上指的是一個犯罪組織。由於微薄的懸賞獎金及警方的冷漠處理，布拉班特殺手兇殘且毫無理由的殺人動機至今依然是個謎。時至今日，比利時警方對該組織的成員身分及相關資訊依然所知甚微，因此各種猜測理論甚囂塵上。根據目擊者提供的資訊，該組織主要有三個在各個犯罪現場反覆出現的成員，另外還有其他成員為作案者提供支援及蒐集犯罪情報。這三個最為活躍的成員分別被通稱為：
- 巨人，一位身材高大並可能是領導者的男人
- 殺手，主要的行兇者
- 老人，司機

這些兇手的真實身分及下落至今不明，然而其中一位兇手極有可能因為在最後一次犯案中受到的致命傷而早已死亡。無法成功緝捕兇嫌歸案引發比利時社會的不滿，同時也是造成比利時警方內部改革的最主要原因。

## 被認為可能是「布拉班特殺手」所犯下的刑事案件

### 1982
- 3月13日：一把獵槍在比利時迪南的一家零售商店遭竊。目擊者目擊兩人逃離現場。
- 5月10日：一輛奧斯汀疾馳（英语：Austin Allegro）遭武裝行搶。
- 5月10日：一輛大众桑塔纳在汽車展示間被竊。
- 8月14日：一家位於法國莫伯日的雜貨店遭武裝歹徒搶劫。當法國國家憲兵抵達時，歹徒正在裝載食物與酒。國家憲兵隨即開火，歹徒開槍還擊，雙方皆中槍且受傷嚴重。
- 9月30日：在比利時瓦夫爾的一間武器商店被持槍搶劫，共計有15把槍械被搶，其中包括衝鋒槍。一名警察在趕抵現場時中槍身亡，另有兩名企圖以警車擋住搶匪去路的警員被搶匪開槍打成重傷。
- 12月23日：一間在比利時贝尔瑟尔的餐廳被武裝匪徒搶劫，咖啡及紅酒被竊。該餐廳的店長被凌虐並遭殺害。[1]

### 1983
- 1月9日：一輛計程車在比利時布魯塞爾被劫持。計程車後來在蒙斯被發現，司機遭凌虐致死。
- 2月11日：一間位於比利時里克桑萨尔的超市被搶劫。被搶金額低於美金18,000元。這次搶劫中沒有人死亡，但有多位民眾受傷。
- 2月22日：一輛在2月11日搶案中遭射擊並彈痕累累的奧迪100被指認出是一輛在修車廠維修然而失竊的車輛。
- 2月25日：一間位於比利時于克勒的超市被武裝匪徒洗劫。搶匪搶走的金額低於美金16,000元，沒有造成任何傷亡。
- 3月3日：一間位於比利時哈勒的超市遭到武裝洗劫。被搶金額少於美金18,000元。一名超市員工被殺，搶匪並將一輛奧迪轎車棄置於街上。
- 5月7日：一間位於比利時拉卢维耶尔的超市遭到搶劫。被搶金額少於美金22,000元。無人傷亡。
- 9月10日：一間位於比利時泰姆瑟的紡織工廠被搶。搶匪劫走7件防彈夾克。工廠內的一名員工被殺，他的妻子則受到重傷。
- 9月17日：一對情侶於深夜時分在比利時尼韦勒的一間24小時自助式加油站內被殺害，被害者屍體被棄置於鄰近的一間雜貨店旁。兇手後來又使用火焰割鋸器闖入雜貨店內，並盜走了20公斤的茶及咖啡，以及3公升的食用油。即便在觸發警鈴之後，歹徒依然持續裝載贓物。兩名國家憲兵接著趕到現場，並在抵達時遭到歹徒開槍射擊，其中一名中槍身亡，另一名則遭受重傷。在對趕來的支援警力進行突擊後，歹徒駕駛一輛紳寶900及被害情侶的賓士逃逸。
- 10月2日：一間位於比利時奥安（英语：Ohain, Belgium）的餐廳遭到搶劫。搶匪並未劫走任何財物，店主遭到殺害。
- 10月7日：一間位於比利時贝尔瑟尔的超市遭到搶劫，超市損失金額低於美金35,000元。一名顧客被殺。
- 12月1日：一間位於比利時昂代吕的珠寶店被搶。搶匪劫走一些低價值珠寶，並殺害了兩人。

### 1985
- 9月27日星期五，大約晚間8點左右：一間位於比利時布赖讷拉勒的德莱兹（英语：Delhaize Group）超市遭武裝匪徒洗劫。搶匪搶走約美金6,000元，並殺害了三位民眾，另有兩人受傷。劫案發生大約15至20分鐘後，又有另一間位於上艾瑟的德莱兹超市被搶，損失金額少於美金25,000元。事後，該區域的許多大型商家紛紛實施多項安全措施，包括在店門口設置武裝警衛。[1]

#### 最後一次犯案
11月9日星期六，在消聲匿跡了兩年後，「布拉班特殺手」再次出現，並犯下了他們最後一項案件。大約於晚間7點30分，一間位於比利時阿爾斯特的德莱兹超市被搶。由於案發現場已經超出布拉班特殺手通常的活動區域，比利時警方部署大批警力在街上巡邏，並於每20分鐘實施隨機臨檢。搶匪劫走的金額少於美金25,000元，並殺害了八個人。案發當時，其中一名臉上塗抹著極為特異的偽裝塗料的劫匪向顧客們大喊因為顧客看過他們（劫匪們），因此必須死，而這位劫匪似乎就是日後被稱為「殺手」的兇手。他當時帶著一把散彈槍。搶匪們接著慢慢離開現場並回到他們事先停放的逃逸車輛上。雖然在搶匪逃逸前警方巡邏車便已到達現場，但他們大多都往另一個停車場出入口駛去，因而與搶匪最終的逃逸地點相距了100碼。一部分的警力接近搶匪停放車輛附近的一個斜坡上，並以左輪手槍向其中一名30公尺外的搶匪射擊，但逃逸車輛依然加速駛離現場。接著，一輛警方廂型車追趕逃逸搶匪達半公里，但最終停止追捕。搶匪們最後一次在一處往森林內的岔路上被目擊時，其中一位很可能已經死亡，或者是身受重傷。大約10年之後，比利時警方重新調查了該目擊現場，並發現了一把擊發過的武器，這使警方鑑識人員相信其中一名搶匪，很可能是領導者（也就是日後被稱為「巨人」的歹徒），遭其同夥開槍射殺，並被埋在森林內某處。逃逸車輛於發現時已完全焚毀。

## 作案手法
一些搶匪遺留下來的隨身物品使警方相信「布拉班特殺手」是一批職業歹徒，並很可能與毒品及闖空門犯罪有一定關聯，然而這依然不能完全解答所有問題。他們從搶案中所獲得的利益與實施這些搶劫與謀殺所招致警方介入的風險不成比例，雖然比利時警方在調查該案時仍然因為歹徒肆無忌憚的殺人行為而小心謹慎。在最後一次搶案中，在歹徒進入超市之前，他們就已經在停車場射殺了一些旁觀者，另外還有一些民眾，其中包括小孩，因恐懼而蜷曲在地上時被搶匪近距離射殺，而這可能表示了殺人對這些歹徒而言根本沒什麼。而槍械對這幫歹徒似乎有異常的重要性，尤其是其中一把散彈槍裝有相當稀有而特殊的重型霰彈。歹徒通常駕駛的車輛是大众汽车，這些車輛的一些特殊部分經過改造，顯示了歹徒擁有相當程度的技工專長。駕駛者（即日後被稱為「老人」的歹徒）的駕車技巧則相當高明，選擇的逃脫路線經常既迅速又隱蔽，最終逃逸地點通常是森林內部，或是多樹的區域，逃逸車輛會在那裡被燒毀。一般相信匪徒的最後一次犯案中至少還有另一名組織成員協助接應。

## 可能的犯案動機

### 正式的共犯成員
在「布拉班特殺手」的最後一次襲擊中，雖然巡邏員警每隔20分鐘都會對該超市進行臨檢，但歹徒依然成功闖入超市並發動劫案，這使多數人相信歹徒很可能知道警方的內部消息，甚至很可能在國家憲兵內部有內應。案發當時，一輛國家憲兵的廂型車（車廂內有一把烏茲衝鋒槍）就停在約100公尺外，但卻沒有朝歹徒開火或是試圖追擊。比利時國防軍敵後情報系統下轄的情報行動遭指與「布拉班特殺手」有一定關連。這些情報單位的部分成員同時也是比利時國家憲兵的隊員。有一種理論是在西歐（主要指北約）啟動了格拉迪奥行动後，共產勢力為了報復北約而部署了「布拉班特殺手」。但是，比利時國會對格拉迪奥行动進行調查的結果是沒有任何直接證據顯示該行動有涉入任何恐怖活動或有任何犯罪組織滲入該行動的情報網路內。後來，由於怠於緝捕「布拉班特殺手」及馬克·迪特魯（一名比利時國內的連環殺手）招致社會輿論不滿，比利時國家憲兵隊遭到解散，並進行內部改革。

### 其他猜測
有許多陰謀論認為「布拉班特殺手」實際上是一樁政治醜聞，這些兇手濫殺無辜事實上只是為了掩蓋暗殺某個目標的明顯舉動。其中一種說法認為非法經營槍枝走私的黑手黨成員，同時也是合格事業的銀行家莱昂·菲内（Léon Finné）在上艾瑟遇害，這起兇殺案很可能是事先預定的暗殺，而里昂·菲尼就是目標。比利時境內兩名最惡名昭彰的已故殺人犯帕特里克·哈默斯與迈达尼·布胡什都曾被認為是里昂·菲尼案的兇手。海默斯的身高符合目擊民眾對於「巨人」的描述，然而他的作案手法與「布拉班特殺手」不理性濫殺以及不在現場逗留過久的犯案特徵大相逕庭。布赫希則背負著兩項殺人罪名，一般認為他可能與「布拉班特殺手」有某種程度的關聯。

## 調查

### 早期的失敗
1983年，一連串的跡證，其中包括警方尋獲的一把可能為兇器的槍械鑑識檢驗以及該槍械持有人的自白，比利時警方以「布拉班特殺手」的犯罪案件起訴了數人。另外還有一些人跳出來表明自己才是「布拉班特殺手」。然而，警方自各個嫌疑人取得的口供相當矛盾，並不連續，而且沒有切確證據表明這些人與「布拉班特殺手」有任何關聯。再者，「布拉班特殺手」於比利時奥安的搶劫案發生時（1983年10月2日），這些被指控為「布拉班特殺手」的民眾依然處於拘留狀態。後來，德國的實驗室完成了鑑識檢驗，結果表明該把「可能為兇器的槍械」與「布拉班特殺手」所犯下的搶案並無任何關聯。最終，在遭拘禁兩年後，比利時警方只得撤銷對這些無辜民眾的指控。
由於缺乏統一的統籌調度，甚至相互競爭資源，比利時國內的各個執法機關都無法在該組織犯案最頻繁的頭幾年掌握可能的重要證據，其中包括可能含有兇嫌指紋的物品，要不是已經被銷毀，就是早已丟失。

#### 目前調查狀況
「布拉班特殺手」用於作案的兇器，以及一些被害者的遺失物，從來沒有被發現。警方成功獲取其中一名成員的去氧核醣核酸資訊，但從來沒有找到符合的比對結果。許多人相信案發至今已經30年，這個案子可能永遠都會是個懸案。然而，時至今日，比利時警方依然運用龐大的資源企圖揭開「布拉班特殺手」的真面目。目前還沒有任何新的進展被公布。警方也逮捕了許多相關的嫌疑人，並提供豐厚的獎賞給願意自首的「布拉班特殺手」成員，使他們供出同夥的資訊，也成為近年來警方的偵辦重點<ref>。